# Garelli Monza GT
Garelli Monza GT war ein sportlich gestaltetes Moped des italienischen Herstellers Garelli, das zwischen 1983 und 1986 exklusiv für den US-amerikanischen Markt produziert wurde. Es wurde als leistungsorientierte Variante mit spezieller Ausstattung angeboten.

## Geschichte
Die Produktion der Monza GT begann 1983. Garelli reagierte mit diesem Modell auf die wachsende Nachfrage nach sportlichen Mopeds in den USA. Im Vergleich zu europäischen Varianten besaß die Monza GT einige Eigenheiten, darunter einen speziellen Motor und eine markante Gestaltung. Die Produktion wurde 1986 eingestellt, nachdem der Mopedmarkt in den USA stark zurückgegangen war.

## Technik
Angetrieben wurde die Monza GT von einem luftgekühlten Zweitaktmotor mit 49 cm³ Hubraum, der in keiner anderen Garelli-Serie Verwendung fand (M1 Motor). Das Moped hatte eine Automatikschaltung, Trommelbremse (vorne und hinten), 16-Zoll-Speichenräder und ein 6-Volt-Elektriksystem.

## Varianten
Im Laufe der Produktionszeit erschienen verschiedene Versionen der Monza GT. Die Höchstgeschwindigkeit lag je nach Ausführung zwischen 20 und 30 mph. Besonders auffällig war die „Monza GT/S“ mit goldfarbiger Lackierung und goldfarbigen Gussrädern sowie einem überarbeiteten Zylinderkopf.

## Technische Daten
| Merkmal               | Technische Daten der Garelli Monza GT |
| --------------------- | ------------------------------------- |
| Hersteller            | Garelli                               |
| Modellbezeichnung     | Monza GT                              |
| Produktionszeitraum   | 1983–1986                             |
| Klasse                | Moped                                 |
| Bauart                | Kleinkraftrad                         |
| Motor                 | Einzylinder-Zweitakt, luftgekühlt     |
| Hubraum               | 49 cm³                                |
| Leistung              | ca. 1,5–2,0 PS                        |
| Höchstgeschwindigkeit | ca. 32–48 km/h (20–30 mph)            |
| Getriebe              | Automatik                             |
| Antrieb               | Kette                                 |
| Bremsen               | Trommelbremse vorn und hinten         |
| Elektrik              | 6-Volt-Anlage                         |
| Tankinhalt            | ca. 7,6 Liter (2 US-Gallonen)         |
| Leergewicht           | ca. 61 kg                             |
| Räder                 | 16″-Speichenräder/16″-Gussräder       |